# Anosia leucoglene
Anosia leucoglene är en fjärilsart som beskrevs av Felder 1865. Anosia leucoglene ingår i släktet Anosia och familjen praktfjärilar. Inga underarter finns listade i Catalogue of Life.